# Tổng thống Mông Cổ
Tổng thống Mông Cổ (tiếng Mông Cổ: Монгол Улсын Ерөнхийлөгч, Mongol Ulsyn Yerönkhiilögch) là người đứng đầu nhà nước Mông Cổ. Hiến pháp Mông Cổ quy định hệ thống nghị viện, vì vậy khi họ nắm quyền lực chính trị chủ yếu, phần lớn vai trò của tổng thống chỉ là nghi lễ. Tổng thống Mông Cổ hiện nay là ông Khaltmaagiin Battulga.

## Bầu cử
Tổng thống được bầu thông qua công dân Mông Cổ. Các đảng chính trị cử đại diện vào ứng viên của Great State Khural. Tổng thống chỉ được tái bầu 1 lần duy nhất. Tổng thống có thể bị cách chức nếu 2/3 Khural cho rằng ông ta lạm dụng quyền lực hoặc vi phạm lời tuyên thệ. Tuy nhiên, trước khi nhậm chức, Tổng thống đắc cử phải từ bỏ tư cách thành viên của bất kỳ đảng phái chính trị nào.

## Danh sách tổng thống Mông cổ
| # | Tên                    | Hình | Thời gian tại vị                        |
| - | ---------------------- | ---- | --------------------------------------- |
| 1 | Punsalmaagiin Ochirbat |      | 3 tháng 9 năm 1992–20 tháng 6 năm 1997  |
| 2 | Natsagiin Bagabandi    |      | 20 tháng 6 năm 1997–24 tháng 6 năm 2005 |
| 3 | Nambaryn Enkhbayar     |      | 24 tháng 6 năm 2005–18 tháng 6 năm 2009 |
| 4 | Tsakhiagiin Elbegdorj  |      | 18 tháng 6 năm 2009–9 tháng 7 năm 2017  |
| 5 | Khaltmaagiin Battulga  |      | 9 tháng 7 năm 2017–25 tháng 6 năm 2021  |
| 6 | Ukhnaagiin Khürelsükh  |      | 25 tháng 6 năm 2021- Đương nhiệm        |